# Бои при Пасо-де-Патрия
Бои при Пасо-де-Патрия (исп. Paso de Patria) — бои между парагвайскими и союзными войсками во время Парагвайской войны, происходившие с 16 по 23 апреля 1866 года на берегу реки Парана у тогдашней укрепленной позиции в Пасо-де-Патрия. Они происходили одновременно со сражением при Итапиру во время так называемого «форсирования реки Парана».

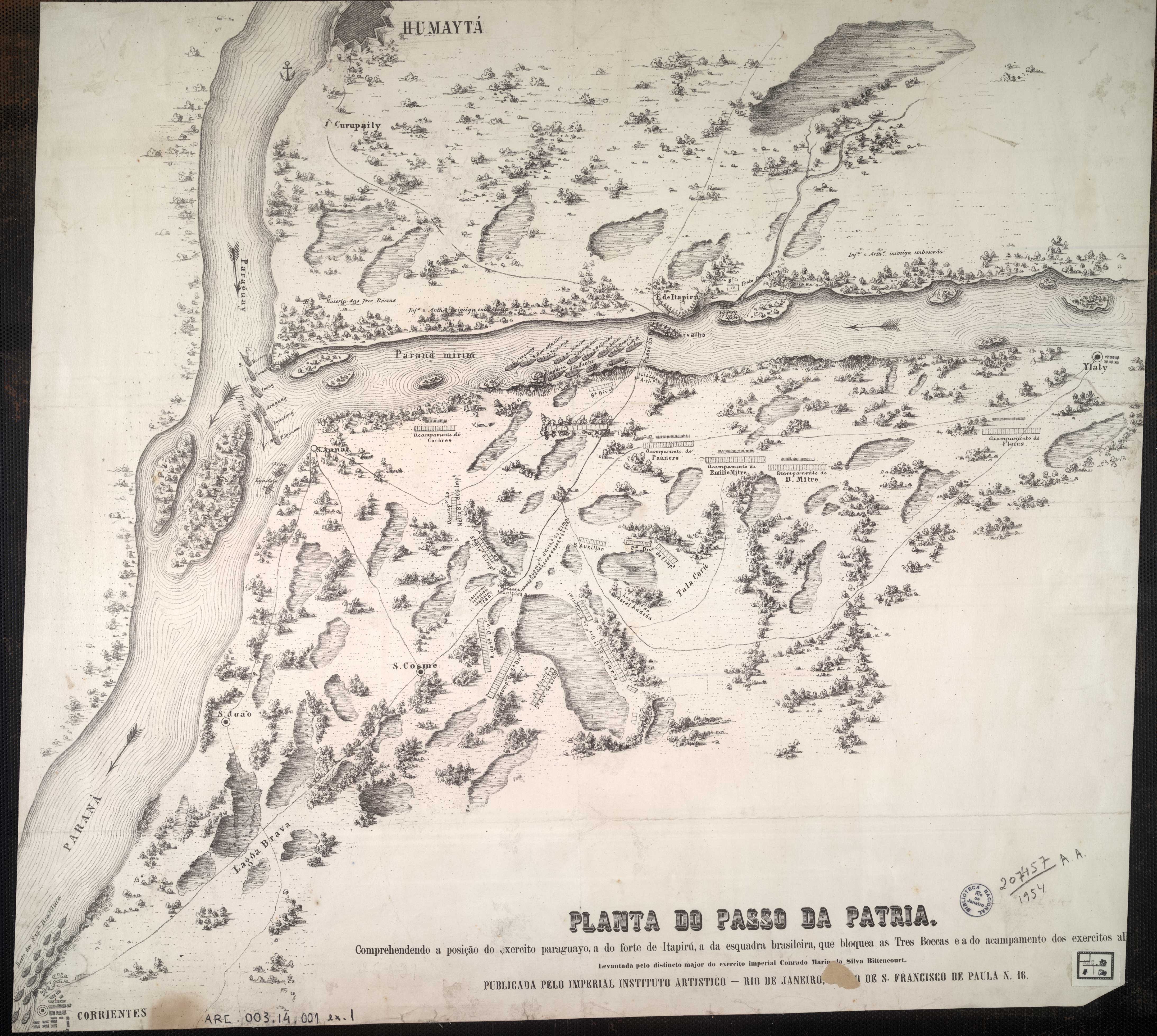
Карта района боёв

Пасо-де-Патрия — парагвайская деревня, расположенная к северу от Форталеза-де-Итапиру, на правом берегу реки Парана. План союзников состоял в том, чтобы флот Бразилии под командованием Жоакима Маркеса Лисбоа, адмирала Тамандаре, вместе с бразильской армией обстреливал позиции, занятые парагвайской армией в Пасо, отвлекая парагвайцев и обеспечивая военно-морское вторжение. В то же время корабли, которые перевозили бразильских солдат, высадили бы около 10 000 солдат под командованием генерала Осорио у крепости Итапиру.
16 апреля парагвайские солдаты, защищавшие Пасо, были обстреляны шквальным огнем с бразильских судов. Вскоре после этого завязался бой между первыми высадившимися ротами под командованием майора Деодору да Фонсека и  парагвайцами. Парагвайские солдаты, предпринявшие контратаку, отступили в район озера Лагуна-Сирена, где не смогли сдержать бразильских солдат. Ночью того же дня помимо бразильских высадились также уругвайские и аргентинские солдаты.
Хотя форт Итапиру был захвачен 18 апреля, укрепленная позиция Пасо-да-Патрия сопротивлялась бразильскому артобстрелу и атакам до 23-го числа того же месяца, после чего была покинута парагвайцами. После захвата этой укрепленной позиции она стала использоваться в качестве аванпоста бразильской императорской армии и являлясь важной базой снабжения войск, вступающих в Парагвай.